# Gonocephalus sophiae
Gonocephalus sophiae es una especie de reptil escamoso del género Gonocephalus, familia Agamidae. Fue descrita científicamente por Gray en 1845.
Habita en Filipinas. La especie es ovípara y pone huevos en pequeños agujeros excavados en las orillas de los ríos del bosque. A menudo se confunde con G. interruptus y G. semperi y, por lo tanto, sigue estando poco caracterizado. Los adultos alcanzan una longitud total de 30 centímetros y se alimentan principalmente de insectos.